# Sahara (film 1983)
Sahara è un film del 1983 diretto da Andrew V. McLaglen.
La pellicola ha tra gli interpreti Brooke Shields, Lambert Wilson, John Mills e Horst Buchholz.

## Trama
Dale è una giovane intraprendente aspirante alla vittoria di una gara internazionale automobilistica tenutasi nel Sahara, corsa che la vedrà prima oggetto di un rapimento da parte di beduini del deserto impegnati in guerre tribali, poi catapultata come per magia in una intensa e immensa storia d'amore, col leader di una di queste.

## Accoglienza e critica
Per questo film a Brooke Shields è stato assegnato un ironico premio Razzie Award al peggior attore non protagonista (la motivazione era "playing with a moustache": recitando coi baffi).

## Riconoscimenti
- 1984 - Razzie Awards
  - Peggior attore non protagonista a Brooke Shields
- Apex Award
  - Candidato al premio per i migliori costumi